# Ali Hussein
Ali Hussein Shihab (arab. ‏علي حسين شهاب‎; ur. 5 maja 1961, zm. 26 października 2016 w Bagdadzie) – iracki piłkarz, reprezentant kraju.

## Kariera klubowa
Hussein karierę piłkarską rozpoczął w 1978 w drużynie Al-Talaba SC. W barwach tej ekipy czterokrotnie zdobył mistrzostwo Iraqi Premier League w sezonach 1980/81, 1981/82, 1985/86 i 1992/93. Dwukrotnie triumfował w rozgrywkach o Iraqi Elite Cup w 1992 i 1993. Po 16 latach gry w Al-Talaba, w 1994 odszedł do Al-Ahly. Miał udział w zdobyciu mistrzostwa Libyan Premier League w sezonie 1994/95. Po tym sezonie zakończył karierę piłkarską.

## Kariera reprezentacyjna
Hussein uczestniczył w Igrzyskach Olimpijskich 1984 w Los Angeles. Na turnieju zagrał w trzech spotkaniach grupowych z Kanadą, Kamerunem i Jugosławią (bramka w 43. minucie). 
W 1986 został powołany przez trenera Evaristo de Macedo na Mistrzostwa Świata 1986, gdzie reprezentacja Iraku odpadła w fazie grupowej. Podczas turnieju zagrał w trzech spotkaniach z Paragwajem, Belgią oraz Meksykiem. Łącznie w latach 1981–1989 zagrał w 73 spotkaniach reprezentacji Iraku, w których strzelił 13 bramek.

## Sukcesy
Al-Talaba SC
- Mistrzostwo Iraqi Premier League (4): 1980/81, 1981/82, 1985/86, 1992/93
- Iraqi Elite Cup (2): 1992, 1993

Al-Ahly Trypolis
- Mistrzostwo Libyan Premier League (1): 1994/95